# Myosotis lusitanica
Myosotis lusitanica är en strävbladig växtart som beskrevs av Schuster. Myosotis lusitanica ingår i släktet förgätmigejer, och familjen strävbladiga växter. Inga underarter finns listade i Catalogue of Life.